# Manlio Di Rosa
Manlio Di Rosa (n. 14 septembrie 1914, Livorno, Italia – d. 15 martie 1989, Livorno, Italia) a fost un scrimer ce a reprezentat Italia, medaliat olimpic. A participat la 4 ediții ale Jocurilor Olimpice (1936, 1948, 1952, 1956) în care a câștigat o medalie de bronz.